# Gouvernement Ortiz Rubio
Cet article présente la composition du gouvernement mexicain sous le président Pascual Ortiz Rubio, il est l'ensemble des secrétaires du gouvernement républicain du Mexique. Il est ici présenté dans l'ordre protocolaire. Actuellement les membres du gouvernement exécutif du Mexique ne prennent pas le titre de ministre mais celui de secrétaire.

## Liste des secrétaires
- Secrétaire du Gouvernement du Mexique
  - (1930 - 1930) : Emilio Portes Gil
  - (1930 - 1931) : Carlos Riva Palacio
  - (1931 - 1931) : Octavio Mendoza González
  - (1931 - 1931) : Lázaro Cárdenas del Río
  - (1931 - 1932) : Manuel C. Téllez
  - (1932 - 1934) : Juan José Ríos
- Secrétaire des Relations Extérieures du Mexique
  - (1930 - 1932) : Genaro Estrada Félix
  - (1932 - 1932) : Manuel C. Téllez
- Secrétaire de la Guerre et de la Marine du Mexique
  - (1930 - 1931) : Joaquín Amaro
  - (1931 - 1932) : Plutarco Elías Calles
  - (1932 - 1932) : Abelardo L. Rodríguez
- Secrétaire des Finances et du Crédit Public du Mexique
  - (1930 - 1932) : Luis Montes de Oca
  - (1932 - 1932) : Alberto J. Pani
- Secrétaire de l'Éducation Publique du Mexique
  - (1930 - 1930) : Aarón Sáenz
  - (1930 - 1930) : Carlos Trejo Lerdo de Tejada
  - (1930 - 1931) : José María Puig Casauranc
  - (1931 - 1932) : Narciso Bassols
- Secrétaire de l'Agriculture et de la Promotion du Mexique
  - (1930 - 1931) : Manuel Pérez Treviño
  - (1931 - 1931) : Saturnio Cedillo
  - (1931 - 1932) : Francisco S. Elías
- Secrétaire des Communications et des Œuvres Publiques du Mexique
  - (1930 - 1931) : Juan Andrew Almazán
  - (1932 - 1932) : Gustavo P. Serrano
  - (1932 - 1932) : Miguel M. Acosta
- Secrétaire de l'Industrie et du Commerce du Mexique
  - (1930 - 1930) : Luis L. León
  - (1930 - 1932) : Aarón Sáenz
  - (1932 - 1932) : Abelardo L. Rodríguez
  - (1932 - 1932) : Primo Villa Michel
- Procureur général de la République du Mexique
  - (1930 - 1932) : José Aguilar y Maya